# Betaniakyrkan i Enköping

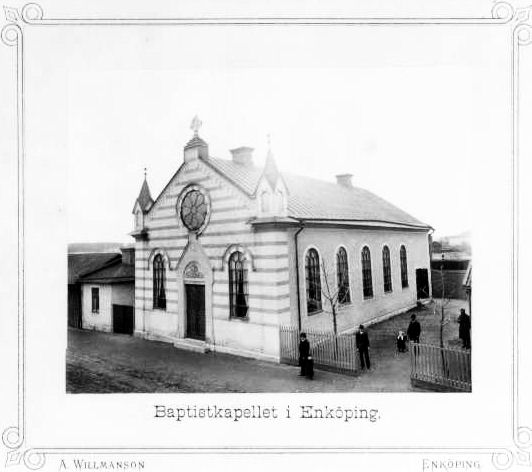
Församlingens kapell som invigdes 1888. Kapellet är idag rivet.

Betaniakyrkan i Enköping är en baptistförsamling i Enköping som bildades 1863. Församlingen är nu en del av Tomasförsamlingen i Enköping som är en del av Equmeniakyrkan.

## Historia om det nu rivna Betaniakapellet i Enköping

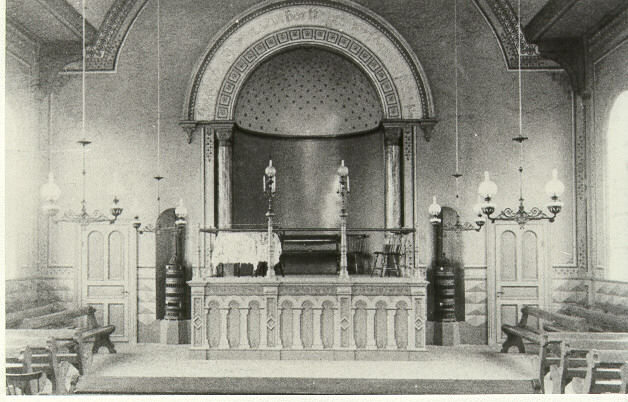
Interiörbild från början av 1900-talet

Så här såg det ut i ett tidigt protokoll från 1882:
Br Pettersson framställde huruvida ej församlingen borde tänka på att bygga ett bönehus. Härför voro alla lifvade och hvar och en lovade också att hjelpa till vid hvad den kunde. För att undersöka vad utsigter funnes hertill och att inkomma med förslag i saken utsågs en kommitté.
Redan 1882 tänkte sig alltså församlingen att bygga sitt nya kapell. Det tog 6 år fram till den 11 november 1888 innan invigningen kunde ske och veckan efter invigningen kunde församlingen fira sin 25:e årshögtid med jubel och cymbaler.
Enköping Baptistförsamling som nu är en del av Tomasförsamlingen i Enköping har sina rötter i Svenska Baptistsamfundet. Församlingen bildades i mars månad 1863 av 6 baptister. Conrad Pettersson, född 1829 som var handelsman och bland annat sålde pepparrot, var en av de ledande i den nybildade församlingen.
Det var i hemmen och i andra mindre lokaler i staden som blev den unga församlingens mötesplatser tills de 1865 kunde använda en lägenhet i den gemensamt ägda fastigheten på Eriksgatan 35. Detta hus och kyrkan har under början av 2007 rivits men har fram till dess varit en av Enköpings äldst bevarade byggnader.
Antalet medlemmar i församlingens under 1870-talet var 50 stycken men ökningstakten var stor och 20 år senare hade medlemskåren ökat till mer än 190 stycken.

### Invigning och förändringar
Betaniakyrkan invigdes med pompa och ståt 1888 och det "kostade på" för medlemmarna att betala uppbyggnaden av de bägge husen. Och man kan utifrån protokoll förstå att det kändes tillfredsställande att kunna samlas i ett nytt "andligt hem". 
Mycket har hänt i den gamla församlingen men relativt få ändringar har skett med byggnaderna. Ingången flyttades någon gång under 1940-talet och placerades in mot gården från att ha varit på gaveln mot Sandgatan.

## Historiskt viktiga personer
Församlingen har sedan 1872 har många pastorer anställda och flera av dessa har blivit välkända predikanter både i Enköping och ut i landet. Exempelvis så räknades Theodor Lantz tillsammans med Ernst Westerlund som dåtidens kändaste profiler. Pastor Lantz var pastor mellan 1893 och 1905 och har bland annat skrivit boken ”7 punkter”.

## Idag
Församlingen har nu gått ihop med Tomasförsamlingen i Enköping som också är en del av Equmeniakyrkan.
Kyrkan är riven för att bereda plats för lägenheter.